# Sanela Redžepagić
Sanela Redžepagić (Zenica, 1971 — Milano, 3. jul 2008) bila je bosanskohercegovačka operska pjevačica, mecosopran.

## Obrazovanje i karijera
Srednju muzičku školu započela je u klasi prof. Branke Stahuljak, a završila u Beogradu u klasi prof. Doroteje Cestnik-Spasić. Diplomirala je 2002. na Muzičkoj akademiji u Sarajevu, u klasi prof. Paše Gackić. Dobitnica je i nagrade na takmičenju mladih muzičara Srbije, a na nivou bivše Jugoslavije osvojila je dvije nagrade.
Održala je pet solističkih koncerata u Sloveniji i Bosni i Hercegovini. Imala je i značajan nastup u Ljubljani prilikom posjete pape Pavla II Sloveniji. U decembru 2002. je nastupila sa Sarajevskom filharmonijom kao solistkinja, a u aprilu iste godine sa orkestrom Hajdn iz Italije.
Usavršavala se kod prof. . Olivere Miljaković. U decembru 2002. pjevala je na koncertu u SAD (Njujork) kao predstavnik mladih umjetnika BiH pri UN, a 2003. na koncertu Srebrenica—Njujork u oratorijumu Srebrenički inferno, kompozitora Đele Jusića.

## Fondacija „Sanela Redžepagić”
Roditelji i sestra Sanele Redžepagić 2009. godine osnovali su eponimnu Fondaciju.
Osnovni cilj Fondacije jeste: „... da se brine o ženama u BiH, da se pravovremeno podvrgavaju preventivnim pregledima na rak dojke, te blagovremeno i kvalitetno liječe i uspješno rehabilitiraju”.

## Uloge u operama
U periodu 1992—1997. bila je članica ansambla SNG Opera in Balet Ljubljana (Slovenija), gdje je pohađala operski studio kod mentora Božene Glavak. U Ljubljanskoj operi igrala je uloge: Kraljica u operi Sneguljčica od Adamiča, Mercedes u operi Žorža Bizea Karmen, Flora u Verdijevoj operi Travijata, Fenena u Verdijevoj operi Nabuko, Karolka u operi Jenufa Leoša Janačeka, Paulina i Maša u operi Pikova dama Čajkovskog.
U Sarajevskoj operi ostvarila je uloge u predstavama i nastupe na koncertima: Kavalerija rustikana od Pjetra Maskanjija (Mama Lučija), Proljeće u Operi, Kneginja čardaša od Kalmana (Konteza Stasi), Figarov pir od Mocarta (Čerubino), Nabuko od Verdija (Fenena), Srebreničanke.

## Spoljašnje veze
- „Fondacija Sanela Redžepagić: Memorijalni koncert u BNP Zenica” na sajtu
- Sarajevska filharmonija, Srebrenički inferno, 2003 (FTV) na sajtu